# Gerhard Beissel († um 1462)
Gerhard Beissel (* 14. oder 15. Jahrhundert in Aachen; † um 1462 ebenda) war Schöffe und Bürgermeister der Reichsstadt Aachen.

## Leben und Wirken
Der Sohn des gleichnamigen Schöffen hatte wie sein Vater den Namenszusatz „von Heisterbach“, welcher sich auf den Namen ihres Stammhauses auf dem Aachener Markt bezog. Damit unterschieden sie sich von ihrer Vetternlinie, die den Zusatz „In den Mart“ im Namen führten und ebenfalls mehrere Schöffen sowie die Bürgermeister Johann den Älteren und dessen gleichnamigen Neffen Johann den Jüngeren in ihren Reihen hatte.
Gerhard Beissel wurde ab 1433 als Mitglied des Schöffenkollegiums geführt und gehörte 1432 und 1437 dem Rat der Stadt Aachen an. In der Zeit von 1437 bis 1442 versah er sowohl das Amt des Richters am Schöffenstuhl als auch des Meiers von Aachen. Darüber hinaus wurde er 1446 zum Sendschöffen ernannt und bekleidete über viele Jahre hinweg das Ehrenamt eines Stadtschreibers. Schließlich wurde Beissel in den Jahren 1435, 1452, 1455, 1457, 1460 und 1461 zum Bürgermeister der Freien Reichsstadt Aachen gewählt.
Gerhard Beissel war zunächst mit Jutta von Bruchhausen und danach mit Bennyne Beissel verheiratet, einer Tochter des Johann Beissel aus der Vetternlinie sowie Witwe von Daem (Adam) von Walhorn. Darüber hinaus könnte noch eine dritte Ehe mit einer Tochter des Adam von Haren, dem Älteren bestanden haben, da in mehreren Urkunden dessen Söhne Gerhard und Frambach jeweils als Schwäger des Gerhard Beissel bezeichnet werden. Insgesamt hatte er vier nachgewiesene Kinder, darunter den späteren Schöffen und Bürgermeister Gerhard Beissel.